# Palinúrids

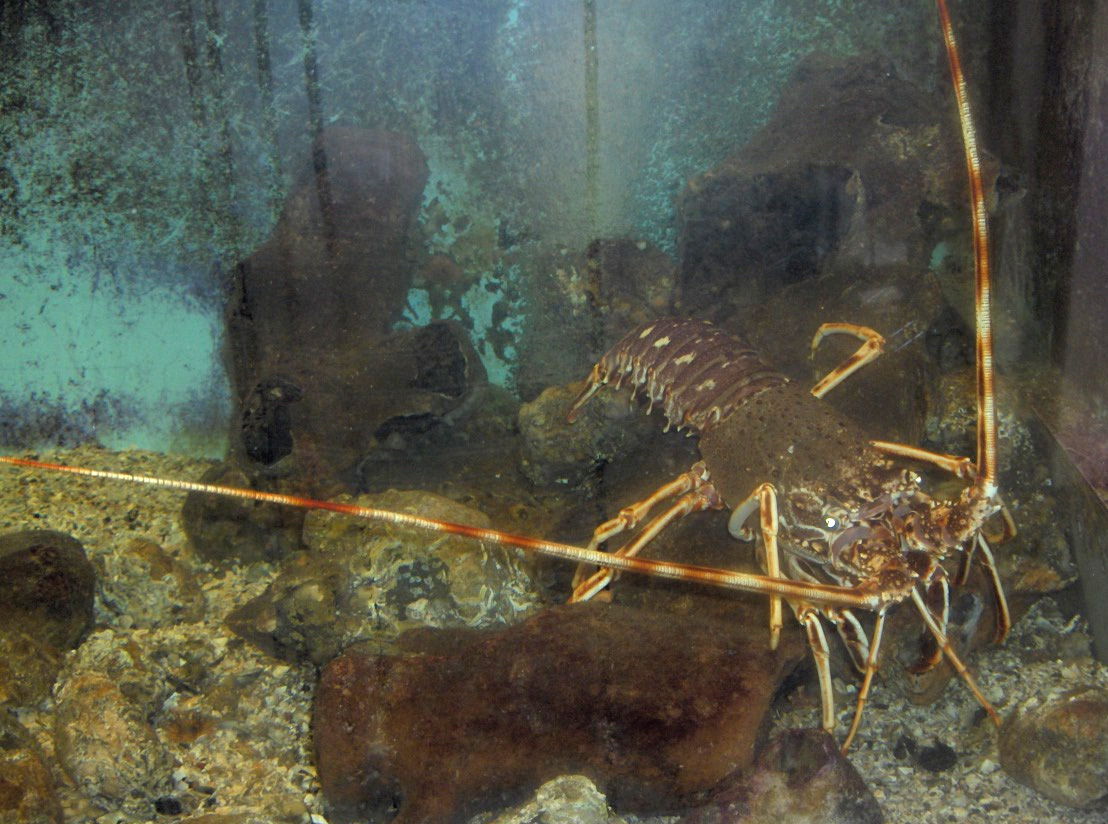
Palinurus vulgaris

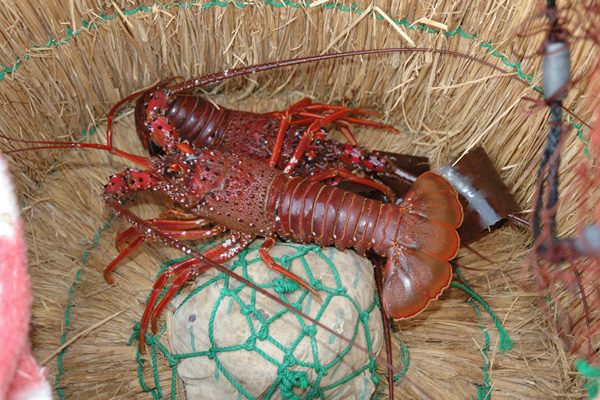
Panulirus japonicus

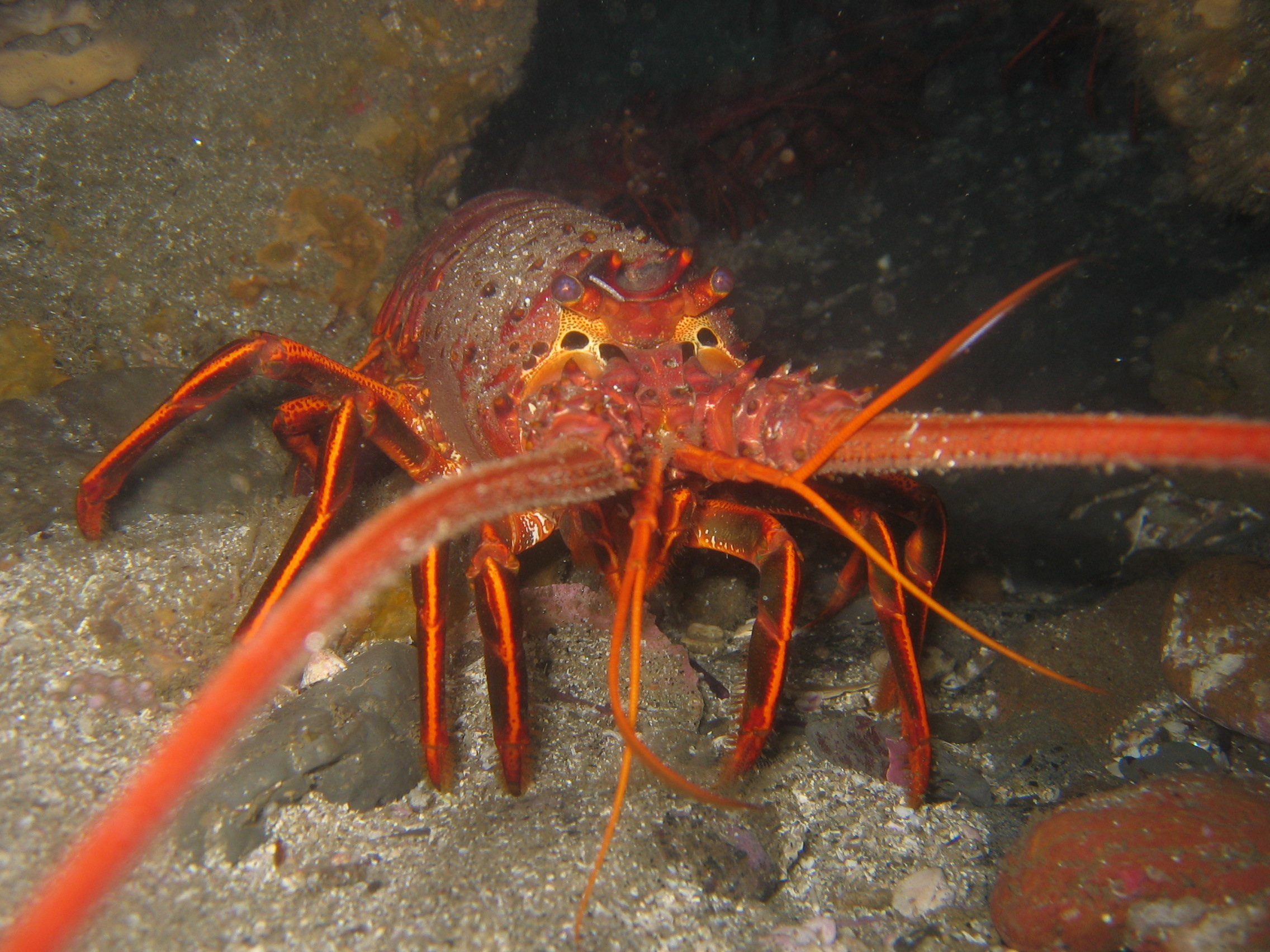
Panulirus interruptus

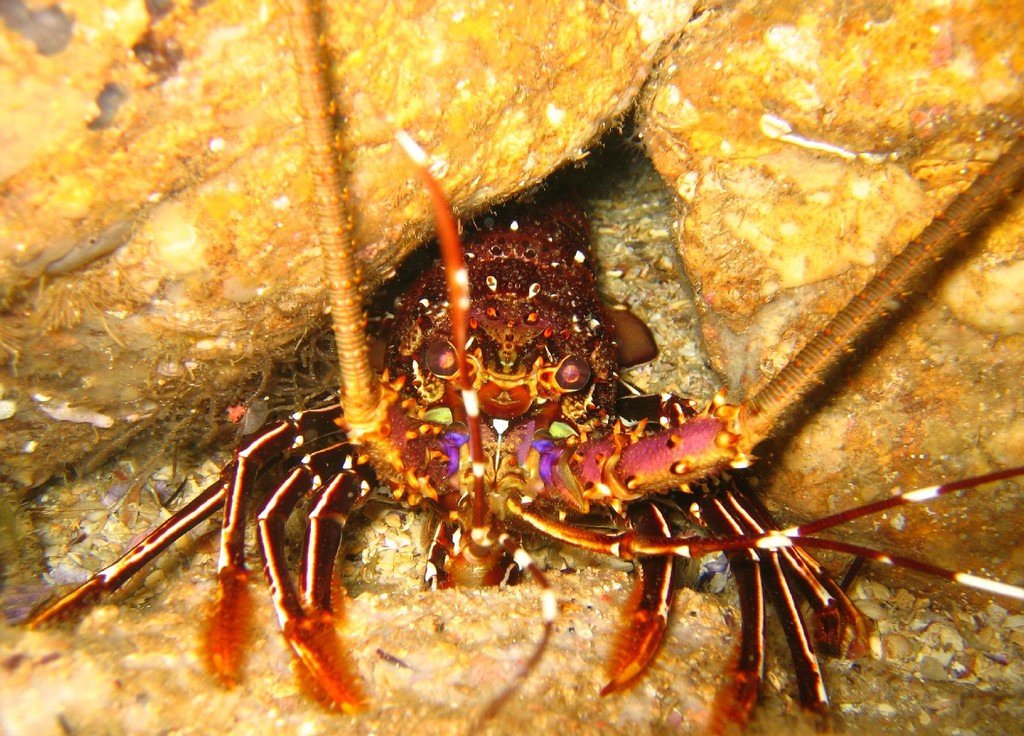
Panulirus penicillatus

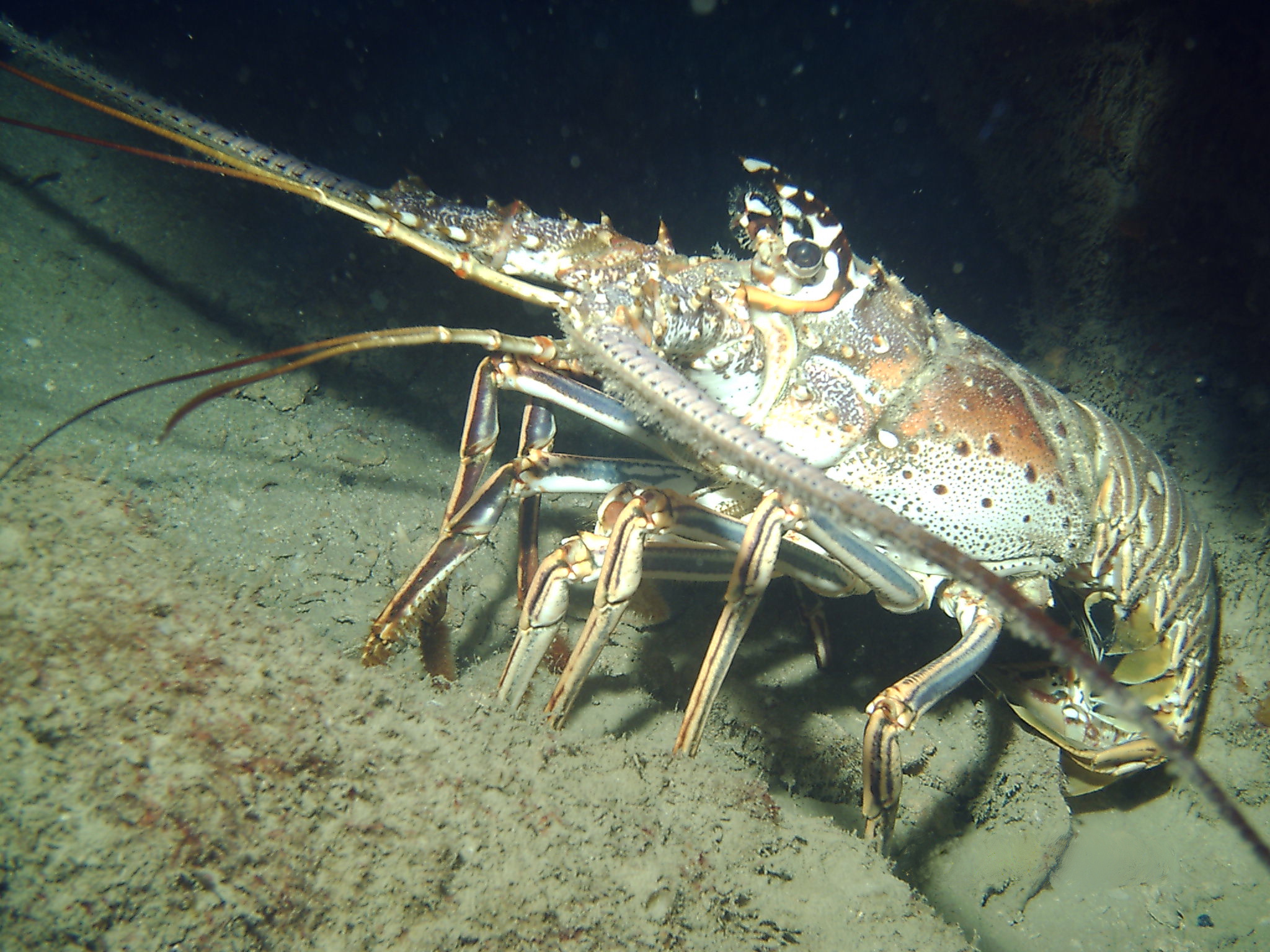
Panulirus argus

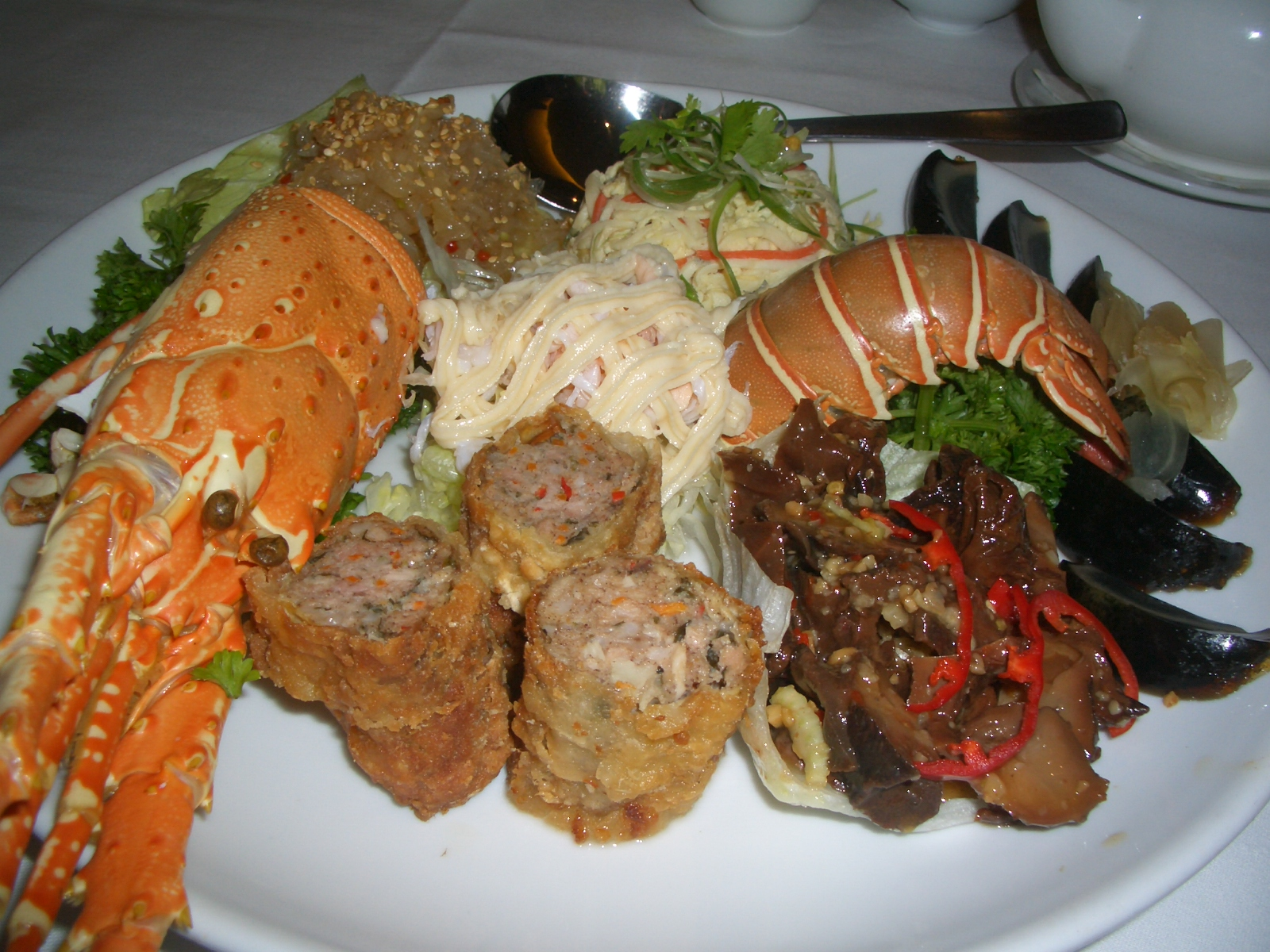
Plat de llagosta a l'estil xinès.

Els palinúrids (Palinuridae) són una família de crustacis decàpodes de l'infraordre Achelata, que inclou la majoria de les espècies conegudes amb el nom de llagostes, molts apreciats en gastronomia. Els palinúrids no tenen pinces i tenen unes antenes llargues i espinoses.
Els palinúrids viuen, en general, en fons rocosos on fàcilment poden trobar refugis. Es desplacen caminant amb l'ajuda de les seves potes però també poden nedar propulsant-se mitjançant violentes contraccions de l'abdomen, mecanisme que fan servir sobretot en situacions de fugida.
Les larves, anomenades fil·losomes, translúcides i de forma aixafada, tenen una vida planctònica. Es deixen portar pels corrents marins fins que ja més madures, van a parar al fons on realitzant la metamorfosi i es transformen en adult. Per poder créixer han d'efectuar un seguit de mudes de manera regular, durant les quals perden i renoven la seva closca. Això ho fan diverses vegades a l'any quan són joves i ja d'adults, habitualment, una vegada a l'any.
Les llagostes es troben a gairebé tots els mars càlids, incloent-hi el Mar del Carib i el Mar Mediterrani, però són especialment comuns a Australàsia. Hi ha 61 espècies conegudes.

## Taxonomia
La família dels Palinuridae, creada per Pierre André Latreille el 1802, compren els gèneres i espècies següents:
- Jasus Parker, 1883
  - Jasus caveorum Webber & Booth, 1995
  - Jasus edwardsii (Hutton, 1875), llagosta de Nova Zelanda
  - Jasus frontalis (H. Milne Edwards, 1837), llagosta de Juan Fernández
  - Jasus lalandii (H. Milne Edwards, 1837), llagosta del Cap
  - Jasus paulensis (Heller, 1862), llagosta de Saint-Paul
- Justitia Holthuis, 1946
  - Justitia longimana (H. Milne Edwards, 1837)
- Linuparus White, 1847
  - Linuparus meridionalis Tsoi, TY Chan & KH Chu, 2011
  - Linuparus somniosus Berry & RW George, 1972
  - Linuparus sordidus AJ Bruce, 1965
  - Linuparus trigonus (von Siebold, 1824)
- Nupalirus Kubo, 1955
  - Nupalirus chani (Poupin, 1994)
  - Nupalirus japonicus Kubo, 1955
  - Nupalirus vericeli (Poupin, 1994)
- Palibythus Davie, 1990
  - Palibythus magnificus Davie, 1990
- Palinurellus von Martens, 1878

- - Palinurellus gundlachi von Martens, 1878
  - Palinurellus wieneckii (de Man, 1881)

- Palinurus Weber, 1795
  - Palinurus barbarae Groeneveld, Griffiths & Van Dalsen, 2006
  - Palinurus charlestoni Forest & Postel, 1964
  - Palinurus delagoae Barnard, 1926, llagosta de Natal
  - Palinurus elephas (JC Fabricius, 1787), llagosta comuna, llagosta vermella o llagosta europea
  - Palinurus gilchristi Stebbing, 1900, llagosta del sud
  - Palinurus mauritanicus Gruvel, 1911, llagosta salamenya o llagosta rosa
- Palinustus A. Milne-Edwards, 1880
  - Palinustus holthuisi TY Chan & HP Yu, 1995
  - Palinustus mossambicus Barnard, 1926
  - Palinustus truncatus A. Milne-Edwards, 1880
  - Palinustus unicornutus Berry, 1979
  - Palinustus waguensis Kubo, 1963
- Panulirus White, 1847
  - Panulirus argus (Latreille, 1804), llagosta blanca, llagosta de Cuba, llagosta del Carib
  - Panulirus brunneiflagellum Sekiguchi & RW George, 2005
  - Panulirus cygnus RW George, 1962, llagosta d'Austràlia
  - Panulirus echinatus SI Smith, 1869
  - Panulirus femoristriga (von Martens, 1872)
  - Panulirus gracilis Streets, 1871, llagosta verda
  - Panulirus guttatus (Latreille, 1804)
  - Panulirus homarus (Linnaeus, 1758), llagosta fistonada
  - Panulirus inflatus (Bouvier, 1895)
  - Panulirus interruptus (Randall, 1840)
  - Panulirus japonicus (von Siebold, 1824), llagosta japonesa
  - Panulirus laevicauda (Latreille, 1817)
  - Panulirus longipes (A. Milne-Edwards, 1868), llagosta dimoniet
  - Panulirus marginatus (Quoy & Gaimard, 1825)
  - Panulirus meripurpuratus Giraldes & Smyth, 2016
  - Panulirus ornatus (Fabricius, 1798), llagosta ornamentada
  - Panulirus pascuensis Reed, 1954
  - Panulirus penicillatus (Olivier, 1791), llagosta forquilla
  - Panulirus polyphagus (Herbst, 1793), llagosta del fang
  - Panulirus regius de Brito Capello, 1864, llagosta real o llagosta verda
  - Panulirus stimpsoni Holthuis, 1963
  - Panulirus versicolor (Latreille, 1804)
- Projasus George et Grindley, 1964
  - Projasus bahamondei RW George, 1976
  - Projasus parkeri (Stebbing, 1902)
- Puerulus Ortmann, 1897, llagostes fuet
  - Puerulus angulatus (Spence Bate, 1888)
  - Puerulus carinatus Borradaile, 1910
  - Puerulus gibbosus TY Chan, Ma & KH Chu, 2013
  - Puerulus mesodontus TY Chan, Ma & KH Chu, 2013
  - Puerulus quadridentis TY Chan, Ma & KH Chu, 2013
  - Puerulus richeri TY Chan, Ma & KH Chu, 2013
  - Puerulus sericus TY Chan, Ma & KH Chu, 2013
  - Puerulus sewelli Ramadan, 1938, llagosta fuet àrab
  - Puerulus velutinus Holthuis, 1963
- Sagmariasus Holthuis, 1991
  - Sagmariasus verreauxi (H. Milne Edwards, 1851)